# Žďár (okres Blansko)
Obec Žďár se nachází v okrese Blansko v Jihomoravském kraji. Žije zde 398 obyvatel.

## Historie
První písemná zmínka o obci pochází z roku 1371, kdy na ní Oldřich z Boskovic nechal napsat věno své choti. V roce 1540 ves od Jaroslava z Boskovic koupil Bohuslav Drnovský z Drnovic a ta se stala součástí rájeckého panství, které vlastnili od roku 1667 Rogendorfové a od roku 1763 Salmové.
Počátkem 17. století bylo v obci 19 domů, po třicetileté válce z nich bylo 5 pustých. Roku 1775 šlo o 39 domů a 258 obyvatel. Roku 1900 v obci žilo 626 obyvatel.

## Současnost
V obci se pravidelně koná tříkrálová sbírka. Tradici má masopustní průvod a pochovávání basy.

## Galerie

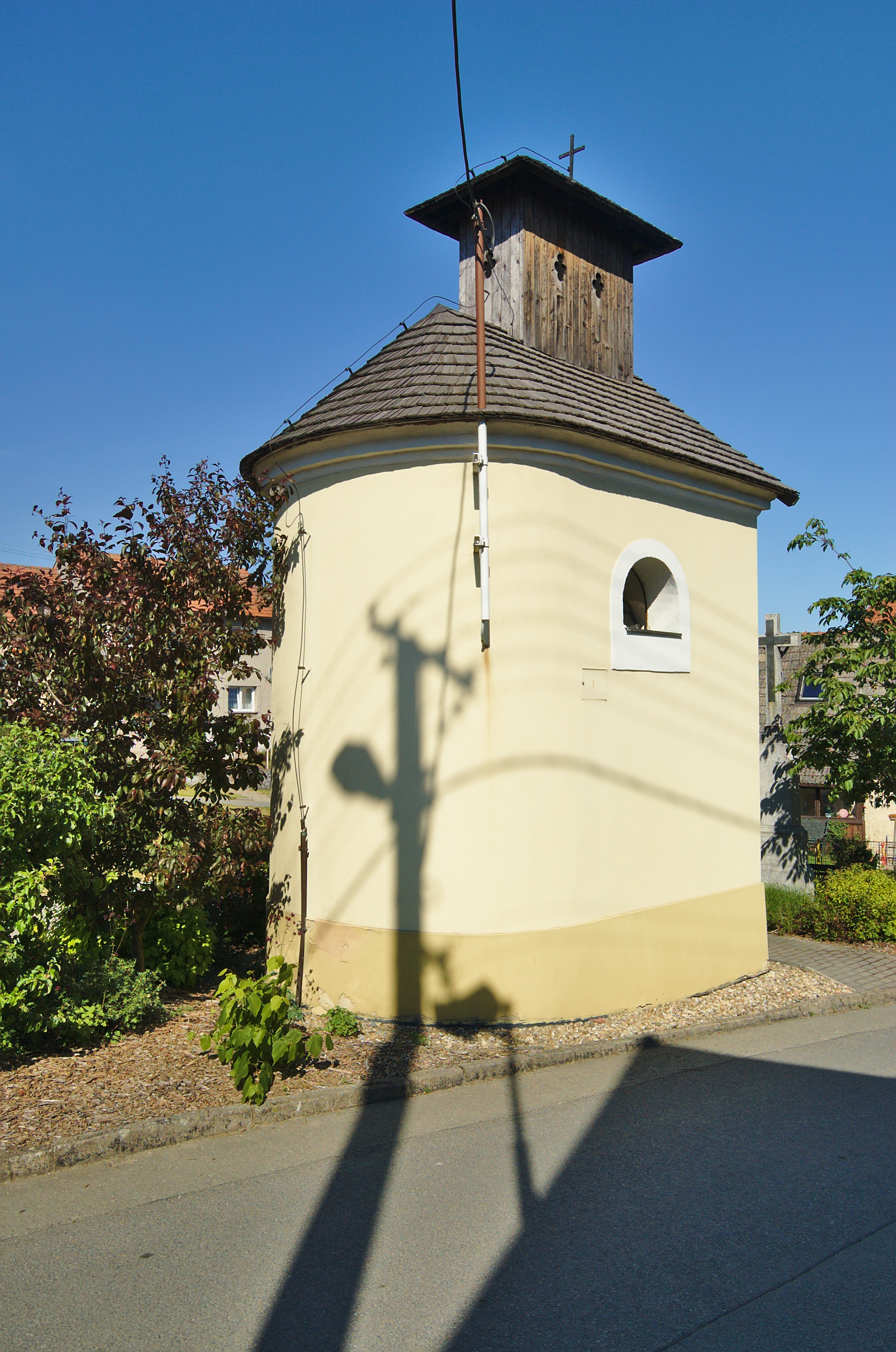
Kaple
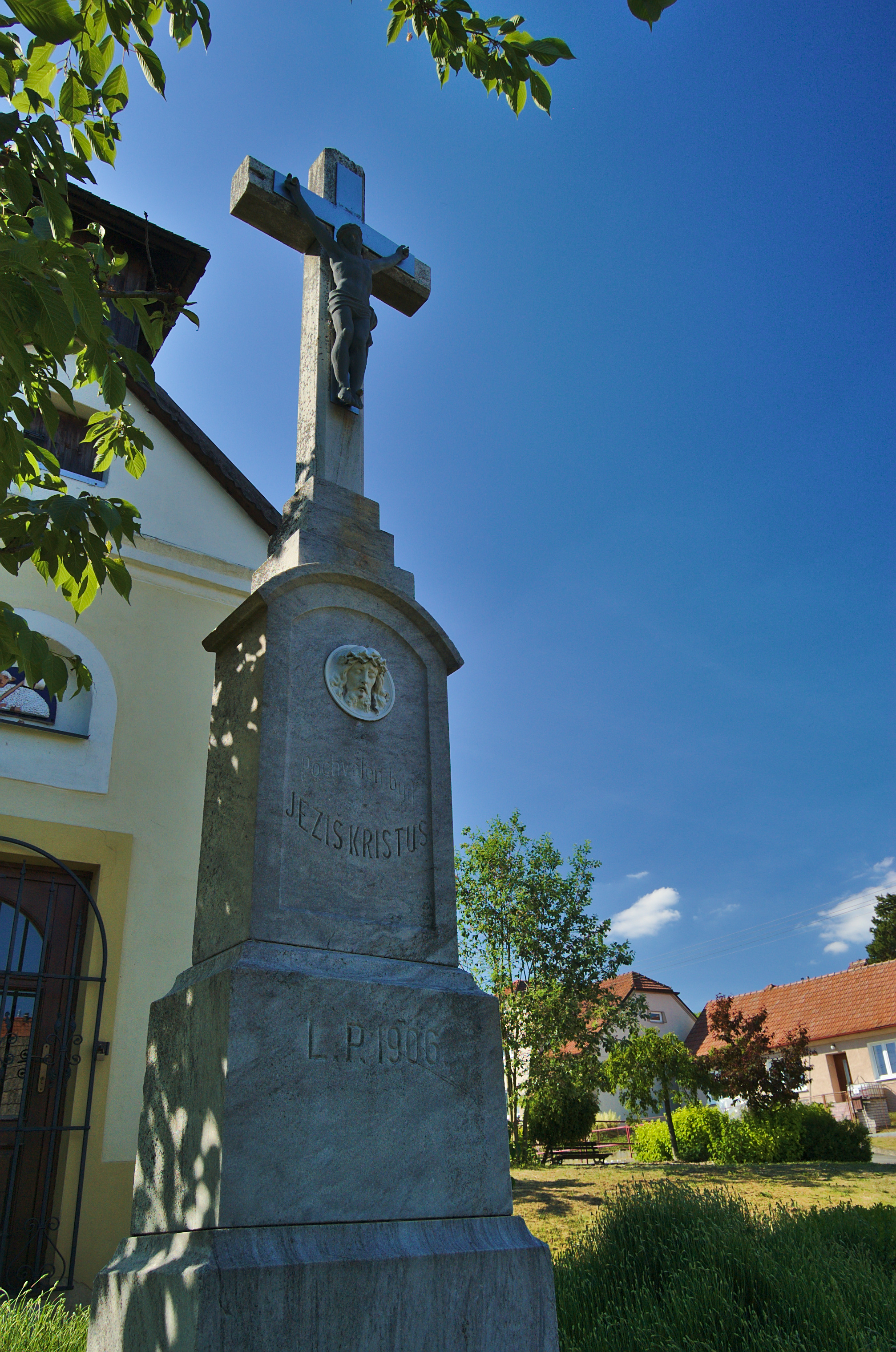
Kříž před kaplí
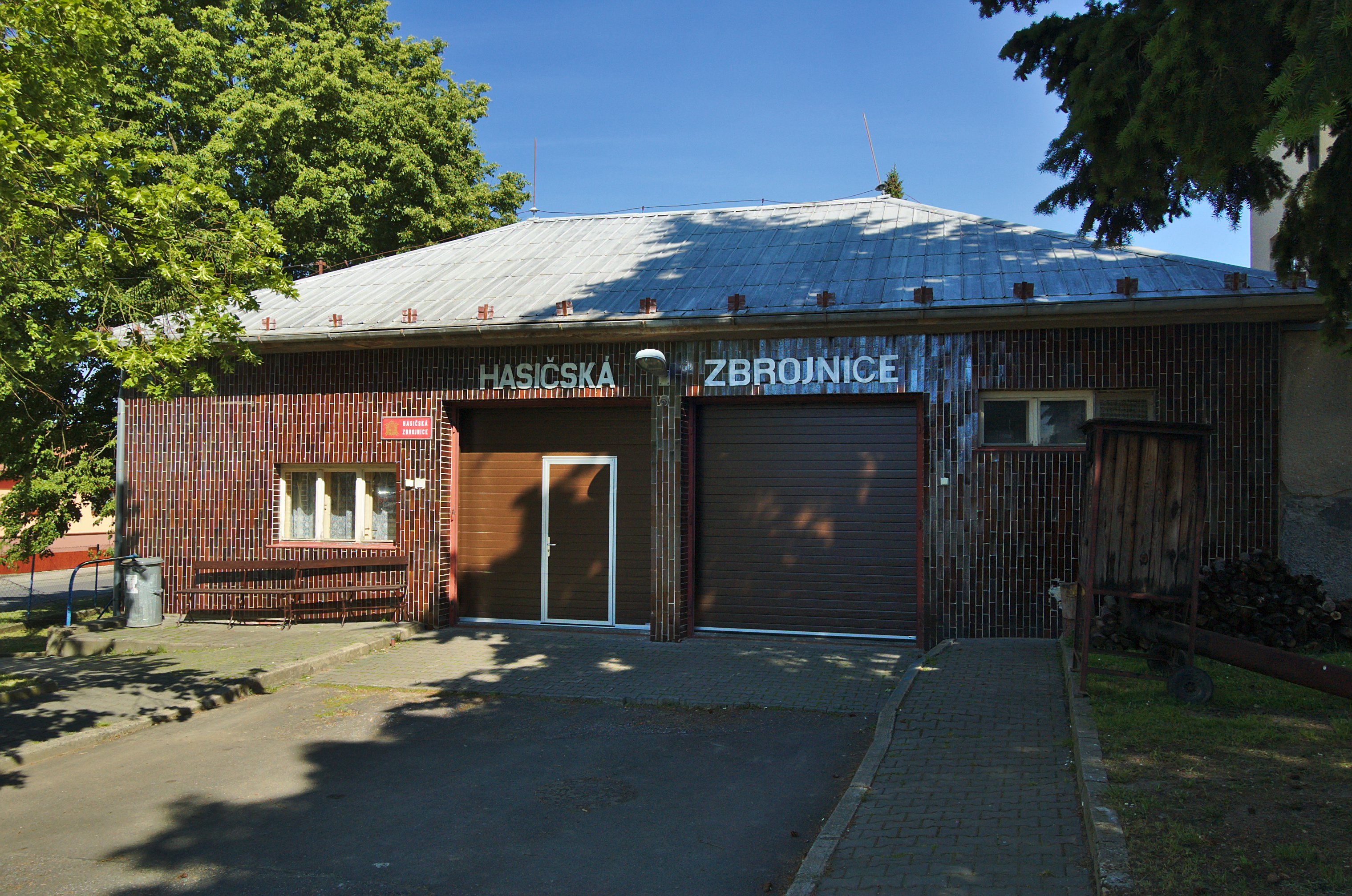
Hasičská zbrojnice
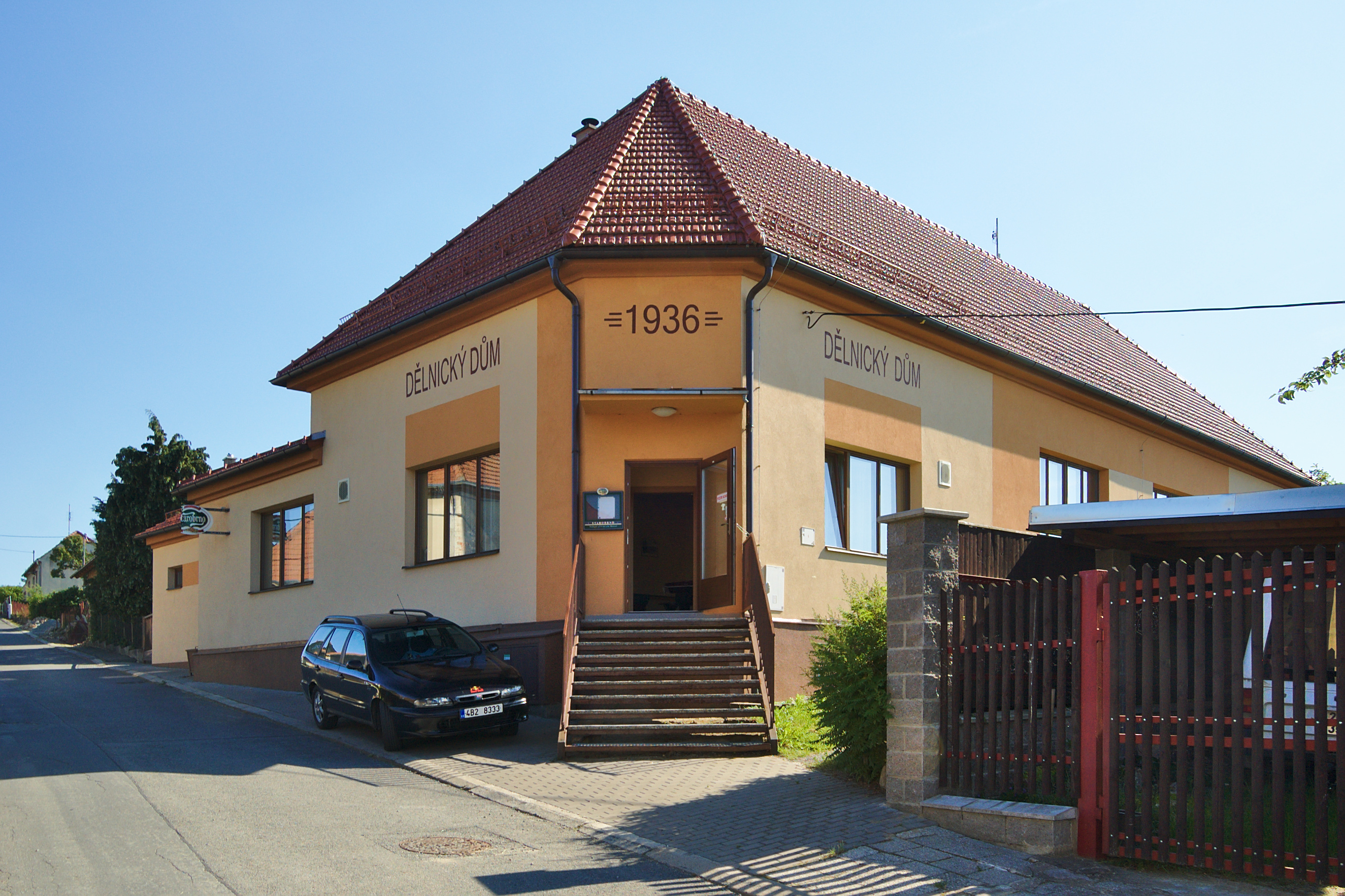
Dělnický dům
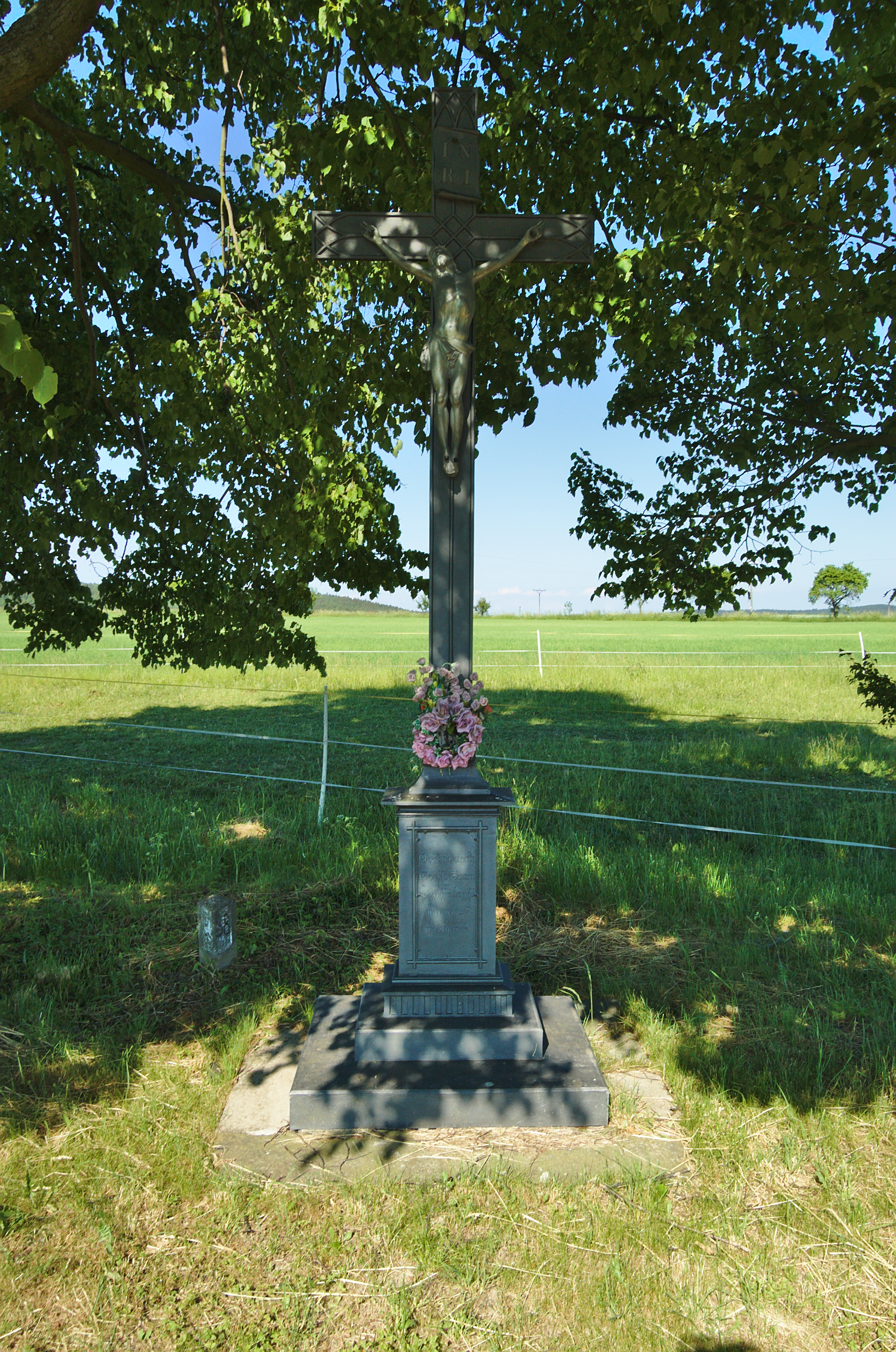
Kříž u silnice mezi Žďárem a Petrovicemi